# Orizuru

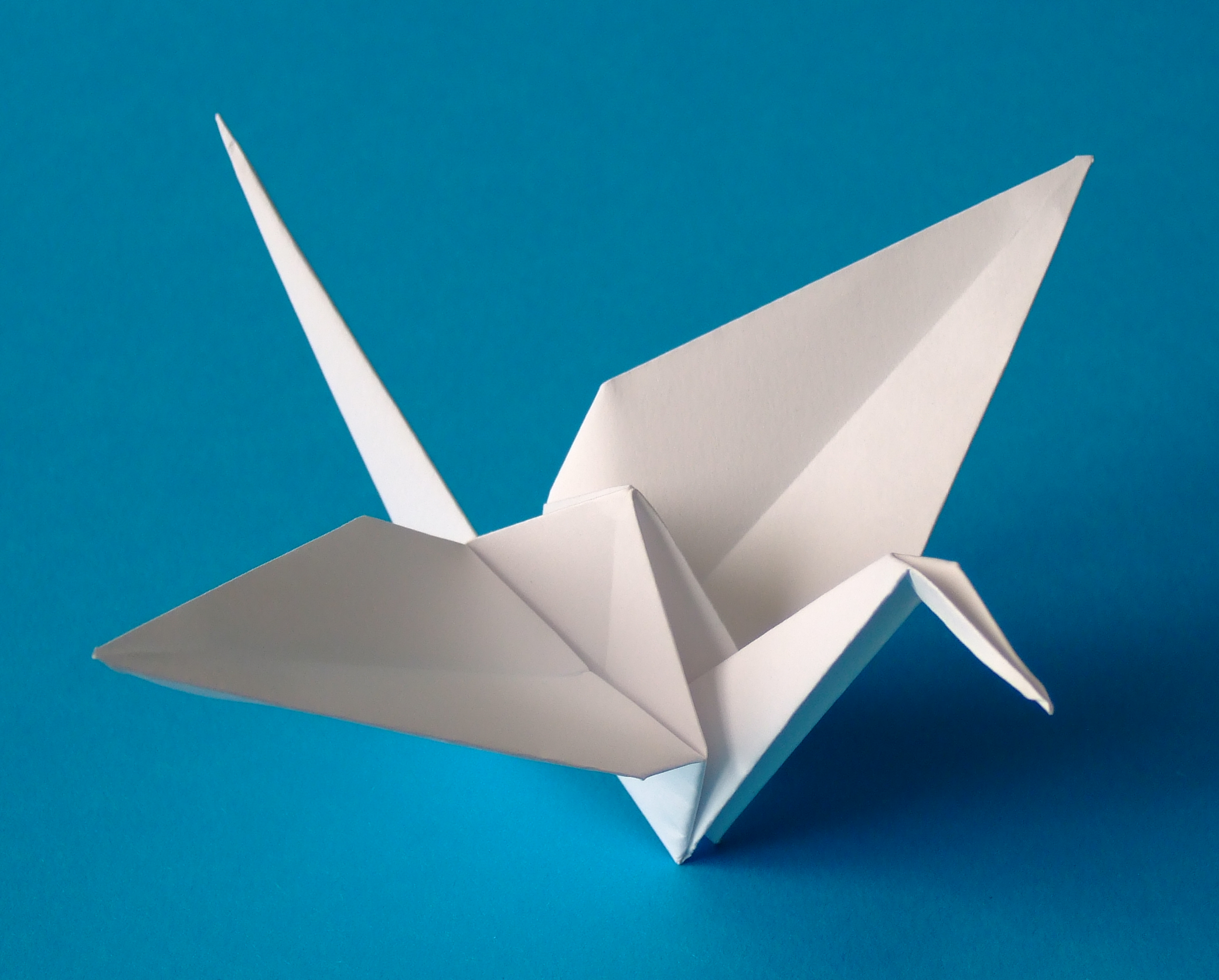
Một con hạc giấy

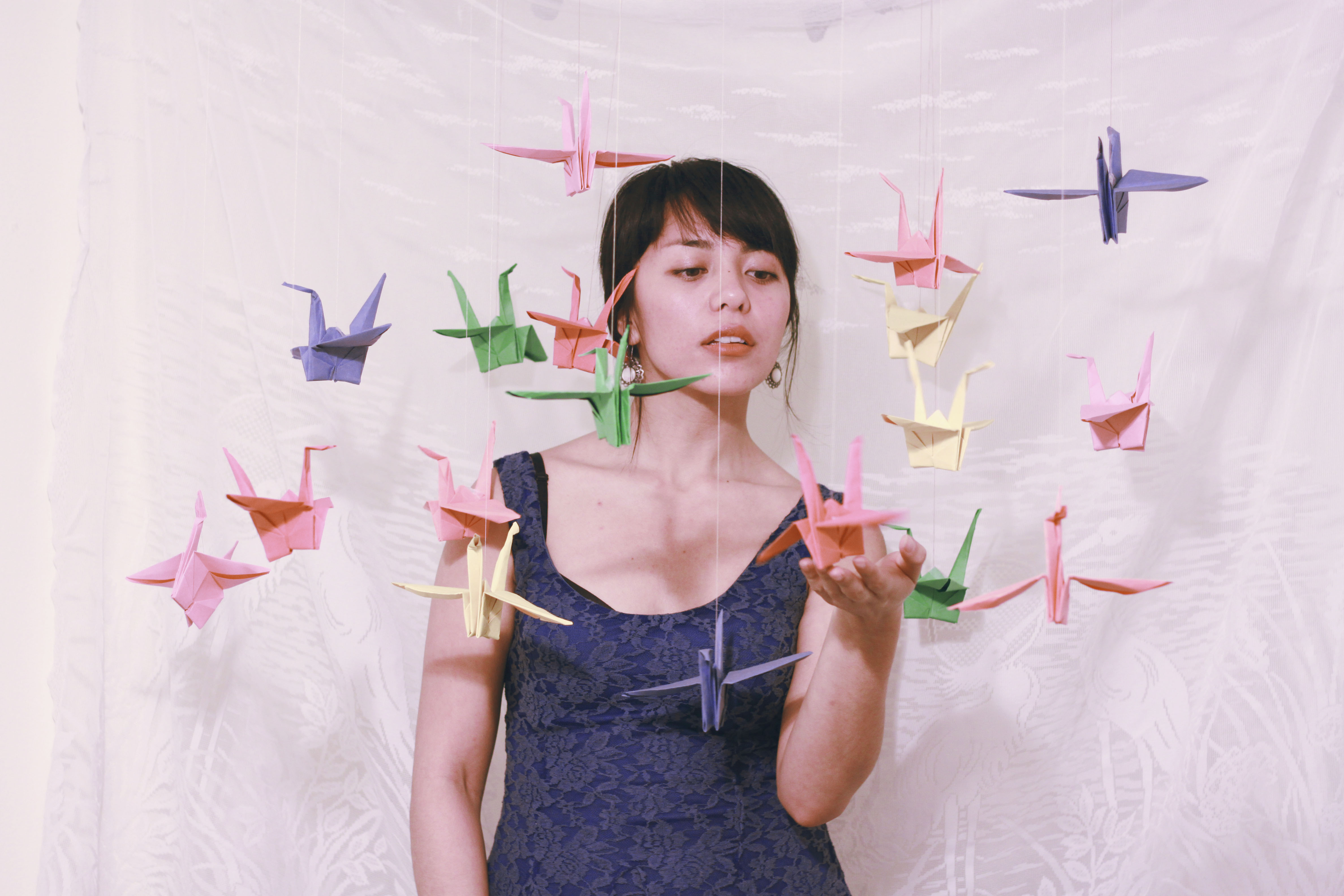
Một chuỗi hạc giấy

Hạc giấy hay còn gọi là Orizuru (tiếng Nhật: 折鶴/ori có nghĩa là "gấp,"/tsuru có nghĩa là "hạc") là một thiết kế được coi là cổ điển nhất trong bộ môn nghệ thuật xếp hình bằng giấy Origami của Nhật Bản. Tại Nhật Bản, người ta tin rằng, nếu ai đó xếp đủ một nghìn (1.000) con hạc giấy gọi là Senbazuru (千羽鶴) thì họ sẽ có một điều ước cho sự an lành, hạnh phúc và thuận lợi, nên hạc giấy còn là biểu tượng của hòa bình.

## Ý nghĩa
Người Nhật đã xem chim hạc hay sếu là linh điểu, là biểu tượng của sự linh thiêng cao quý. Chim hạc được xuất hiện trong nghệ thuật, văn học và văn hóa dân gian, Người Nhật coi chim hạc như một biểu tượng của may mắn và tuổi thọ vì theo truyền thuyết, tuổi thọ của hạc thần huyền thoại là một ngàn năm. Trong văn hóa Nhật Bản, hạc giấy tượng trưng cho tuổi thọ và cuộc sống dài lâu nên người Nhật thường tặng chuỗi hạc cho những người thân, bạn bè khi họ gặp tai nạn hoặc mắc bệnh với mong muốn rằng chuỗi hạc giấy sẽ mang lại phép màu giúp cho người bệnh mau chóng phục hồi, vượt qua bệnh tật. Niềm tin này xuất phát ban đầu từ quan niệm Á Đông cho rằng rùa và hạc là hai linh vật đại diện cho sự trường thọ
Người Nhật tin rằng nếu ai đó xếp được đủ 1000 con hạc giấy thì điều ước của họ sẽ được toại nguyện. Niềm tin này đã phần nào cổ vũ tinh thần, giúp nhiều người vượt qua khó khăn, những con hạc giấy được coi là biểu tượng của niềm hi vọng. Câu chuyện về một nghìn con hạc giấy của Nhật đã có sức mạnh lan tỏa khắp mọi nơi trên thế giới. Có một câu chuyện cảm động về một cô bé tên là Sasaki Sadako sau Thế chiến thứ II được ghi chép lại có tên là "Sadako và nghìn con hạc giấy". Cuốn sách đã được dịch ra nhiều thứ tiếng và xuất bản ở nhiều nơi, được sử dụng cho các chương trình giáo dục hòa bình ở các trường tiểu học.
Câu chuyện này kể về việc cô bé bị nhiễm bệnh từ quả bom nguyên tử mà Mỹ đã thả xuống thành phố Hiroshima, đã cố gắng xếp đủ 1000 con hạc giấy từ những mảnh giấy mà mình lượm lặt trong khắp bệnh viện. Thế nhưng do bệnh tình quá nặng, số hạc giấy của cô bé dừng lại vĩnh viễn ở con số 644. Bạn bè và gia đình của Sadako đã giúp hoàn thành giấc mơ của cô bằng cách gấp những con hạc giấy còn lại, và chúng được chôn cùng Sadako. Nhật Bản đã dựng bức tượng cô bé ở ngay giữa công viên Hiroshima. Sau này, mỗi sau khi trải qua một lần chấn động hay khủng hoảng đau thương, người Nhật khắp nơi thường cùng nhau gấp 1000 con hạc để thể hiện sự cầu mong cho những may mắn và sự an lành.

Kỹ thuật gấp hạc giấy